# Amphisbaena arda
Amphisbaena arda är en ödleart som beskrevs av  Rodrigues 2003. Amphisbaena arda ingår i släktet Amphisbaena och familjen Amphisbaenidae. Inga underarter finns listade i Catalogue of Life.